# Šarišské Dravce
Šarišské Dravce (in ungherese Daróc) è un comune della Slovacchia facente parte del distretto di Sabinov, nella regione di Prešov.